# Memantis minor
Memantis minor är en bönsyrseart som beskrevs av Werner 1931. Memantis minor ingår i släktet Memantis och familjen Mantidae. Inga underarter finns listade i Catalogue of Life.